# Clausura topològica
En un espai topològic {\displaystyle (X,\tau )}, la clausura o adherència d'un subconjunt {\displaystyle E\subseteq X} és el conjunt:

{\displaystyle {\bar {E}}=\{x\in X\;|\;\forall \,{\mathcal {N}}(x):{\mathcal {N}}(x)\cap E\neq \emptyset \}}

on {\displaystyle {\mathcal {N}}(x)} és el símbol d'un veïnat de x. Per tant, un punt de {\displaystyle x\in X} pertany a la clausura d'un subconjunt si tot entorn del punt interseca el subconjunt. En este cas, {\displaystyle x} es tracta d'un punt adherent de {\displaystyle E}.
Per a denotar l'adherència d'un subconjunt {\displaystyle E}, són d'ús comú les notacions {\displaystyle {\bar {E}}}, {\displaystyle \operatorname {cl} E} i {\displaystyle \operatorname {ad} E}.

## Propietats
Per a un espai topològic {\displaystyle (X,\tau )} i un subconjunt {\displaystyle S}, la clausura {\displaystyle \operatorname {cl} S} satisfà les següents propietats:
- {\displaystyle S\subseteq \operatorname {cl} S}.
- {\displaystyle \operatorname {cl} S} és un conjunt tancat.
- Si {\displaystyle C} és un conjunt tancat tal que {\displaystyle S\subseteq C}, aleshores {\displaystyle \operatorname {cl} S\subseteq C}.
- {\displaystyle S} és tancat si i només si {\displaystyle \operatorname {cl} S=S}.
- Si {\displaystyle S\subseteq T}, aleshores {\displaystyle \operatorname {cl} S\subseteq \operatorname {cl} T}.
- La clausura és idempotent: {\displaystyle \operatorname {cl} (\operatorname {cl} S)=\operatorname {cl} S}.
- {\displaystyle \operatorname {cl} (S\cup T)=\operatorname {cl} S\cup \operatorname {cl} T}.
- {\displaystyle \operatorname {cl} (S\cap T)\subseteq \operatorname {cl} S\cap \operatorname {cl} T}.

## Exemples
- Per a qualsevol espai topològic, {\displaystyle \operatorname {cl} \emptyset =\emptyset } i {\displaystyle \operatorname {cl} X=X}.
- Amb la mètrica usual en {\displaystyle \mathbb {R} }, {\displaystyle \operatorname {cl} (]a,b[)=[a,b]}.
- Els nombres racionals i els irracionals són densos en {\displaystyle \mathbb {R} }: {\displaystyle \operatorname {cl} \mathbb {Q} =\operatorname {cl} (\mathbb {R} \setminus \mathbb {Q} )=\mathbb {R} }.
- En un espai topològic discret, {\displaystyle \operatorname {cl} S=S}.
- En la topologia trivial, {\displaystyle \operatorname {cl} S=X} si {\displaystyle S\neq \emptyset }.
- En els espais de Hausdorff i en la topologia cofinita, si {\displaystyle S} és finit, {\displaystyle \operatorname {cl} S=S}.